# Gruppo Sportivo Fascista Rovigo 1939-1940
Questa pagina raccoglie le informazioni riguardanti il Gruppo Sportivo Fascista Rovigo nelle competizioni ufficiali della stagione 1939-1940.

## Stagione
L'arrivo a Rovigo da Chioggia di Aldo Ballarin è coinciso con il cambio dei colori sociali, dall'azzurro non poteva che diventare granata in onore del grande Torino, di cui Aldo ed il fratello Dino per un curioso segno del destino diventeranno i protagonisti.
Nella stagione 1939-1940 il Rovigo ha disputato il girone A della Serie C. Con 28 punti ha ottenuto il settimo posto, per peggiore quoziente reti nei confronti della Fiumana.

## Rosa
| N. |                   | Ruolo | Calciatore           |
| -- | ----------------- | ----- | -------------------- |
|    | Italia (bandiera) | D     | Ennio Alberghini     |
|    | Italia (bandiera) | A     | Virgilio Andrioli    |
|    | Italia (bandiera) | D     | Aldo Ballarin        |
|    | Italia (bandiera) | D     | Vito Bovi            |
|    | Italia (bandiera) | A     | Raffaele Ceciliato   |
|    | Italia (bandiera) | P     | Aroldo Corazza       |
|    | Italia (bandiera) | A     | Riccardo Dalla Torre |
|    | Italia (bandiera) | C     | Eusebio Gregnanin    |
|    | Italia (bandiera) | A     | Giuseppe Lanzone     |

| N. |                   | Ruolo | Calciatore       |
| -- | ----------------- | ----- | ---------------- |
|    | Italia (bandiera) | D     | Bruno Longo      |
|    | Italia (bandiera) | C     | Franco Marchi    |
|    | Italia (bandiera) | A     | Idres Natali     |
|    | Italia (bandiera) | C     | Primo Piva       |
|    | Italia (bandiera) | A     | Giuseppe Polo    |
|    | Italia (bandiera) | C     | Mario Scagnolari |
|    | Italia (bandiera) | A     | Giordano Varoli  |
|    | Italia (bandiera) | P     | Marino Zagagnoni |
|    | Italia (bandiera) | D     | Antonio Zanato   |